# Mogens Becker
Mogens Becker (23. august 1924 i Hjørring – 19. marts 1985 i Harboøre) var en dansk maler, tegner og grafiker. Han var søn af forfatteren Carl Henrik Knuth Becker. 
Becker var mest kendt som bladtegner og bogillustrator, men han virkede også som grafiker og maler. Hans motiver var især fra vestkysten - han levede hele sit liv i og omkring Harboøre.
- Medlem af Grønningen.fra 1956 (gæst fra 1952).
- Medlem af Kunstnersamfundets malersektion ved Det Kgl. Danske Akademi.
- Modtaget de danske bladtegneres kollegapris.
- Uddannet under Axel Jørgensen, (Det Kongelige Danske Kunstakademi).

## Udstillinger
- Salon of the Humorists, Pavillion of the Place Rogler, Bruxelles, 1965.
- Liege Musèe - Des Beaux Arts, Liege, 1964
- Aarhus Rådhus, Danske Bladtegneres jubilæumsudstilling, 1964.
- Dänische Pressezeichner, Dortmund, 1963.
- Edinburgh, Liverpool, Sheffield, 1962-63.
- Le Mounde, Paris, 1968.
- Danske Bladtegnere, Oslo Rådhus, 1959.
- Stockholm, Malmø, 1960.